# 노화읍
노화읍(蘆花邑)은 전라남도 완도군 남서쪽에 위치한 노화도에 있는 읍이다.

## 유래
대당마을에 선사시대의 것으로 추정되는 지석묘 북방식 고인돌이 있어 선사시대 이전에 염등마을에 입도하여 거주했을 거라고 추정된다.
시대는 미상이나 제염을 하였다고 하여 염등마을이라고 하였고, 지금은 논으로 변했으나 마을 앞에 300ha에 달하는 갯벌에 갈대가 서식하고 갈대 꽃이 만발하여 노화라 칭하였다 한다.

## 연혁
- 1694년 : 영암군에 속함.
- 1870년 : 삼도진 설치(노화도, 보길도, 넙도)
- 1896년 4월 1일 : 완도군 설치로 노화면, 보길면, 넙도면으로 분면.
- 1916년 : 노화면으로 통합.
- 1964년 8월 24일 : 넙도출장소 설치
- 1980년 12월 1일 : 노화읍으로 승격.[2]
- 1982년 10월 1일 : 보길출장소 설치
- 1986년 4월 1일 : 보길면 분면

## 행정 구역
| 법정리 | 행정리                         |
| ------ | ------------------------------ |
| 고막리 | 미라리, 북고리, 삼마리         |
| 구석리 | 구목리, 석중리                 |
| 내리   | 내리, 어룡리                   |
| 도청리 | 도청리, 소당리, 잘포리         |
| 동천리 | 동고리, 천구리                 |
| 등산리 | 노록리, 당산리, 대당리, 염등리 |
| 방서리 | 방축리, 서리                   |
| 신양리 | 마삭리, 신리, 신목리, 양하리   |
| 이포리 | 이목1구, 이목2구, 포전리       |
| 충도리 | 충도리                         |

## 부속 도서
- 고막리, 구석리, 도청리, 동천리, 등산리, 신양리, 이포리, 충도리 : 노화도
- 내리, 방서리 : 넙도
- 내리 : 마안도, 외모도, 후장구도, 산44번지 섬
- 동천리 : 구도, 목섬, 작은할미섬, 장구섬, 큰할미섬, 산4번지 섬
- 등산리 : 노록도
- 방서리 : 가덕도, 닭섬, 멍도, 서넙도, 송도, 외모군도(문어남도, 문어북도, 잠도, 죽굴도), 산150번지 섬, 산156번지 섬
- 신양리 : 마삭도, 소마삭도
- 이포리 : 구룡도, 돗섬, 장사도
- 충도리 : 바리섬, 석도1, 석도2, 송도, 육도, 하구룡도

## 교육
- 노화초등학교 : 노화읍 노화서로 149
  - 노화초등학교 노록분교 : 노화읍 노록도길 72
- 노화북초등학교 : 노화읍 신목길 102
  - 노화북국민학교 마삭분교 : 노화읍 신양리 산 302-1
- 노화동초등학교 : 노화읍 노화로 288
- 노화중앙초등학교 : 노화읍 이목29번길 49-13
- 넙도초등학교 : 노화읍 넙도길 294-31[3]
  - 넙도국민학교 대장구도분실 : 노화읍 내리 대장구도(?)[4]
  - 넙도국민학교 대제원도분실 : 노화읍 내리 대제원도
  - 넙도국민학교 마안분교 : 노화읍 마안도길 39
  - 넙도국민학교 멍섬분실 : 노화읍 방서리 멍섬
  - 넙도국민학교 소장구도분실 : 노화읍 내리 소장구도
  - 넙도국민학교 소제원도분실 : 노화읍 내리 소정원도
  - 넙도초등학교 서리분교 : 노화읍 서넙도길 68
  - 넙도국민학교 어룡분교 : 노화읍 내리 산 321
  - 넙도국민학교 장구분교 : 노화읍 내리 대장구도(?)[5]
  - 넙도국민학교 죽굴도분실 : 노화읍 방서리 산 2-3
  - 넙도국민학교 후도분교 : 노화읍 내리 산 200
- 노화중학교 : 노화읍 노화서로 1-14
  - 노화중학교 넙도분교 : 노화읍 넙도길 294-31[6]
- 노화고등학교 : 노화읍 노화로 763-36